# Hélène Lobé
Hélène Wagga Lobé, également connue sous le nom de Hélène Lobé, est une écrivaine et universitaire ivoirienne. Docteure en lettres modernes, spécialiste en communication et certifiée en gestion de projet, elle exerce comme enseignante à l'Université Félix-Houphouët-Boigny de Cocody (UFHB)

## Biographie
Hélène Lobé, titulaire d’un doctorat en lettres modernes et spécialiste en communication, enseigne à l’Université Félix-Houphouët-Boigny de Cocody (UFHB). Elle a renforcé ses compétences en gestion et en leadership à travers plusieurs formations, notamment en avril 2015 sur le développement du leadership (vision, conscience de soi, impact) avec l’ENAP France, en mars 2017 sur la gestion axée sur les résultats (logique et instrumentation) avec l’ENAP Canada, en novembre 2017 sur le management et le leadership dans le cadre d’un programme destiné aux femmes dirigeantes, et en mai 2018 sur la gestion de projet et le suivi-contrôle opérationnel, toujours avec l’ENAP Canada.

## Parcours professionnel
Hélène Lobé est reconnue pour son engagement dans la défense des intérêts des écrivains ivoiriens, la valorisation de la littérature nationale et la promotion de la lecture. Forte d'une carrière universitaire, elle a occupé des fonctions d'animation de clubs littéraires, d'organisation d'événements culturels et de formation de jeunes auteurs,. 

## Présidence de l'Association des Écrivains de Côte d'Ivoire (AECI)
lors du 9ᵉ congrès du 13 août 2022, Hélène Wagga Lobé est élue présidente de l'Association des Écrivains de Côte d'Ivoire (AECI) , succédant à Macaire Etty,,,,,. Son mandat, étendu jusqu'en 2025, se distingue par une volonté démontrée de renforcer l'unité des écrivains, d'assurer une meilleure représentativité de la profession, et d'œuvrer pour l'acquisition d'un siège social permanent pour l'AECI, projet qu'elle souhaite voir aboutir,,.
Sous sa présidence, l'AECI s'est donné pour mot d'ordre le slogan « Maturité – Unité – Responsabilité-Solidarité (MURS) », visant à fédérer la communauté littéraire autour de valeurs de solidarité et d'innovation. Le Dr Lobé est la troisième femme à occuper cette fonction depuis la création de l'association en 1986.

### Actions et prises de position
Hélène Lobé mène plusieurs actions majeures en faveur du développement littéraire en Côte d’Ivoire, notamment à travers les États généraux sur la condition de l’écrivain, qui soulignent l’urgence de repenser la rémunération des auteurs et leur statut professionnel pour leur assurer une vie décente grâce à la littérature. Elle s’investit également dans la défense des droits d’auteur, le renforcement des relations avec les autorités culturelles, la promotion de la visibilité de la littérature ivoirienne tant sur le plan national qu’international, ainsi que dans la diffusion de la lecture à travers des dons de livres dans les villages et villes reculés.

## Bibliographiques
Hélène Lobé est auteur de dix ouvrages littéraires :   
- Le voile de « doux leurres »[14],[15],[16]
- Au-delà des tourments[14],[17]
- Un ange dans le ciel[18],[19],[20]
- La femme sans bouche[18],[21]
- D'amour et d'amitié[18],[22]
- Le cultivateur et la princesse piment[18]
- l'Araignée et le Chien[18]
- le Flamboyant[18]
- Djaba aime le foutou
- La couronne de bassa le margouillat

## Citations
« Il ya tout dans les livres. Le livre est un moyen pour changer le monde » 
« Les écrivains doivent être unis pour faire vivre le livre [...] Ensemble, l'AECI peut avoir droit à la parole dans toutes les questions majeures de développement» 

## Prix et distinctions
Hélène Lobé est lauréate du prix Sembène Ousmane du roman africain en 2019 à Dakar.
Grand prix RILIFA des lettres en 2025 à Abidjan.